# Cashiers (Karolina Północna)
Cashiers – jednostka osadnicza w Stanach Zjednoczonych, w stanie Karolina Północna, w hrabstwie Jackson.